# 普洛斯庫采尼鄉
46°5′0″N 27°16′0″E / 46.08333°N 27.26667°E
普洛斯庫采尼鄉（羅馬尼亞語：Comuna Ploscuțeni, Vrancea），是羅馬尼亞的鄉份，位於該國東部，由弗朗恰縣負責管轄，面積12平方公里，海拔高度87米，2002年人口3,407，人口密度每平方公里277人。